# Shirayuki hime Satsujin Jiken
Vụ án nàng Bạch Tuyết hay Vụ án mạng nàng Bạch Tuyết (tiếng Nhật: kanji 白ゆき姫殺人事件; Romaji: Shirayuki hime Satsujin Jiken, tiếng Anh: The Snow White Murder Case) là một bộ phim điện ảnh Nhật Bản theo thể loại trinh thám, bí ẩn, hồi họp, được nam đạo diễn Yoshihiro Nakamura sản xuất vào tháng 3 năm 2014. Bộ phim được chuyển thể từ tiểu thuyết cùng tên của nhà văn Nhật Bản Kanae Minato.

## Tóm tắt
Yuji Akahoshi nhận được một cuộc gọi từ cô bạn cấp 3 tên là Risako Kano. Cô nói có một đồng nghiệp của mình ở công ty mỹ phẩm Bạch Tuyết vừa bị đâm chết rồi đem thiêu. Người đó tên là Noriko Miki, 24 tuổi. Sau đó, Yuji Akahoshi lần lượt hỏi thăm và thu thập thông tin từ các đồng nghiệp, cùng những người có liên quan tới nạn nhân, trong đó có Noriko Miki. Tất cả đó sẽ được đưa vào chương trình truyền hình của anh ta.
Yuji Akahoshi sớm phát hiện ra một đồng nghiệp khác tên là Miki Shirono (Mao Inoue) biến mất vào đêm xảy ra vụ án mạng. Cô ta bị bắt gặp khi đang chạy hối hả đến ga ngay sau cái chết của Noriko Miki. Yuji đã nỗ lực để khám phá ra sự thật của Miki Shirono.

## Diễn viên
- Mao Inoue trong vai Miki Shirono
- Gō Ayano trong vai Yuji Akahoshi
- Nanao trong vai Noriko Miki
- Nobuaki Kaneko trong vai Satoshi Shinoyama
- Erena Ono trong vai Eimi Mitsushima
- Mitsuki Tanimura trong vai Minori Maetani (bạn học chung đại học với Noriko Miki)
- Shihori Kanjiya trong vai Yuko Tanimura (bạn lúc nhỏ của Noriko Miki)
- Shunsuke Daito trong vai Shingo Eto (bạn cũ học chung trường cấp 2 của Noriko Miki)
- Misako Renbutsu trong vai Risako Kano (bạn cấp 3 của Yuji Akahoshi)
- Shōta Sometani trong vai Hasegawa
- Dankan trong vai Kozaburo Shirono (cha của Noriko Miki)
- Yoko Akino trong vai atsuki Shirono (mẹ của Noriko Miki)
- Mao Miyaji trong vai Mayama

## Âm nhạc
- Ca khúc "All Alone in the World" được trình bày bởi Serizawa Brothers (Tsukemen). Tác giả: Goro Yasukawa.

## Doanh thu
Bộ phim đã đạt được tổng doanh thu ở thị trường Nhật Bản là 1 tỷ Yên yên Nhật (tương đương 8,646,060 Đô la Mỹ).
Nhà bình luận phim Patryk Czekaj đã phát biểu trên chương trình truyền hình Twitch Film. Anh đánh giá "đây là một trong những bộ phim điện ảnh ly kỳ gây tranh cãi nhất của Nhật Bản trong vài năm trở lại đây được công chiếu ở nước ngoài".

## Giải thưởng
| Year | Organization               | Award                            | Recipient | Result |
| ---- | -------------------------- | -------------------------------- | --------- | ------ |
| 2015 | 38th Giải Hàn lâm Nhật Bản | Nữ diễn viên chính xuất sắc nhất | Mao Inoue | Đề cử  |

## Liên kết mở rộng
- Website chính thức (tiếng Nhật)
- Shirayuki hime Satsujin Jiken trên Internet Movie Database

Bản mẫu:Yoshihiro Nakamura